# Fabryka Maszyn Rolniczych i Odlewnia Żelaza E. Drewitz
Fabryka Maszyn Rolniczych i Odlewnia Żelaza E. Drewitz (niem. Maschinenfabrike Drewitz Thorn) – dawna fabryka Eduarda Drewitza produkująca maszyny rolnicze, znajdująca się na rogu ul. Uniwersyteckiej i Przy Kaszowniku w Toruniu. Została zbudowana w 1842 roku. Firma Drewitza miała swoje filie w Brodnicy, Gdańsku i Królewcu. Fabryka produkowała wysokiej jakości młocarnie, kieraty, siewniki, sieczkarnie oraz konstrukcje budowlane i elementy wyposażenia fortów toruńskich. Po 1920 roku fabryka rozszerzyła swoją ofertę o nowe produkty oraz usługi (m.in. naprawę aut). Fabryka przeszła w posiadanie Polaków, jednak ze względu na renomę zakładów zdecydowano się pozostawić nazwisko założyciela w nazwie. Zakład zlikwidowano w około 1937 roku, na jego miejscu wybudowano dworzec autobusowy.
Najbardziej znanym i zachowanym do dzisiaj wyrobami z fabryki Drewitza są dwa żeliwne herby Torunia znajdujące się nad głównym wejściem do Ratusza Staromiejskiego. Ponadto w latach 80. XIX wieku fabryka wyprodukowała metalowe kolumny do kościoła ewangelickiego w Rypinie.